# 澤姆良卡 (科諾托普區)
51°11′3″N 33°32′37″E / 51.18417°N 33.54361°E
澤姆良卡（烏克蘭語：Землянка）是位於烏克蘭東北部蘇梅州科諾托普區杜博夫亞濟夫卡市鎮的村莊。該村處於赫魯濟凱附近，海拔高度156米，2001年該村落人口647。